# Sichotė-Alin'
I monti Sichotė-Alin' (anche traslitterati come Sihotė-Alien' o Sikhotė-Alien'; in russo Сихотэ-Алинь?) sono un sistema montuoso della Russia, nell'Estremo Oriente; sono compresi amministrativamente nei due territori del Litorale e di Chabarovsk.

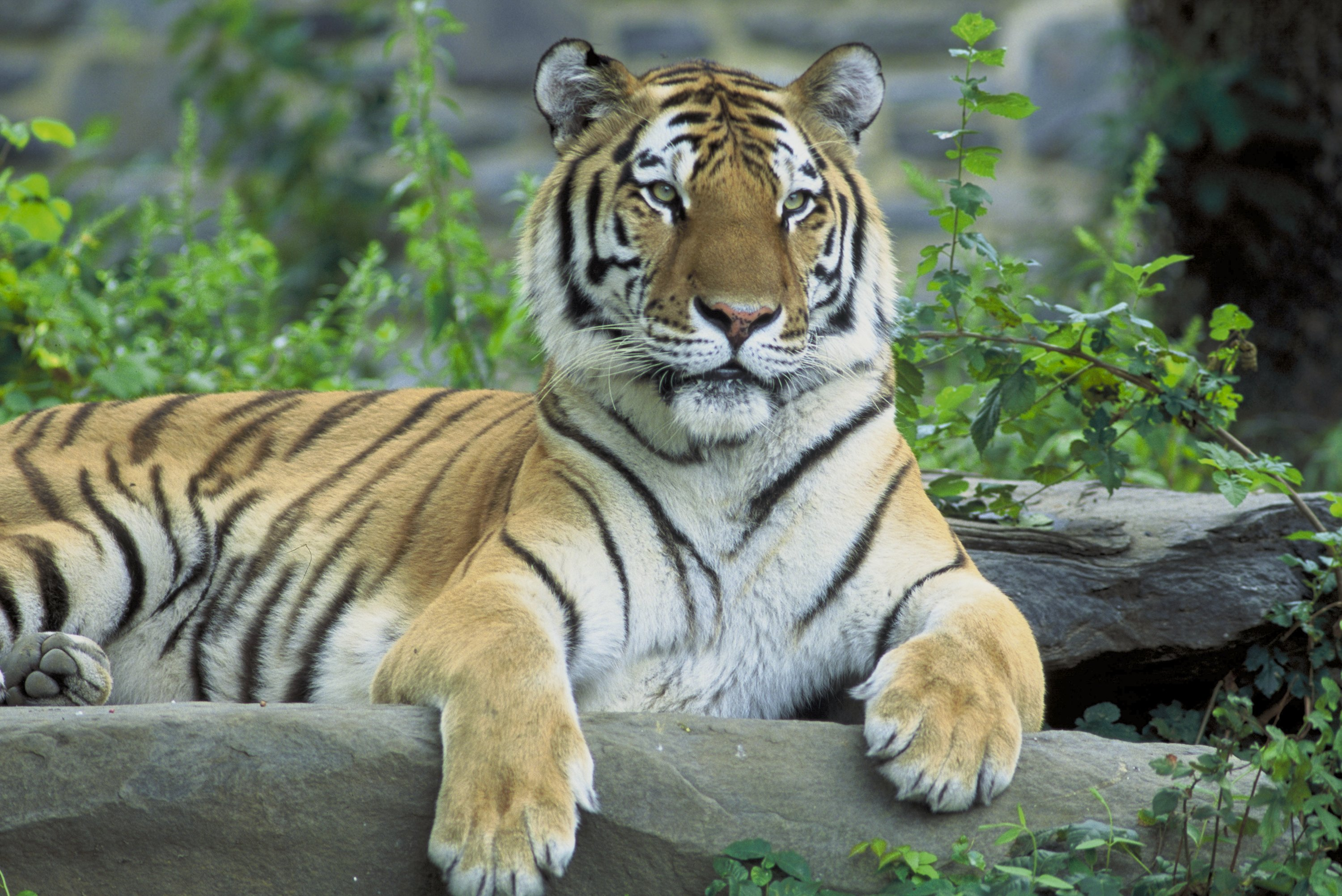
Nei monti Sichote-Alin è possibile incontrare la tigre siberiana.

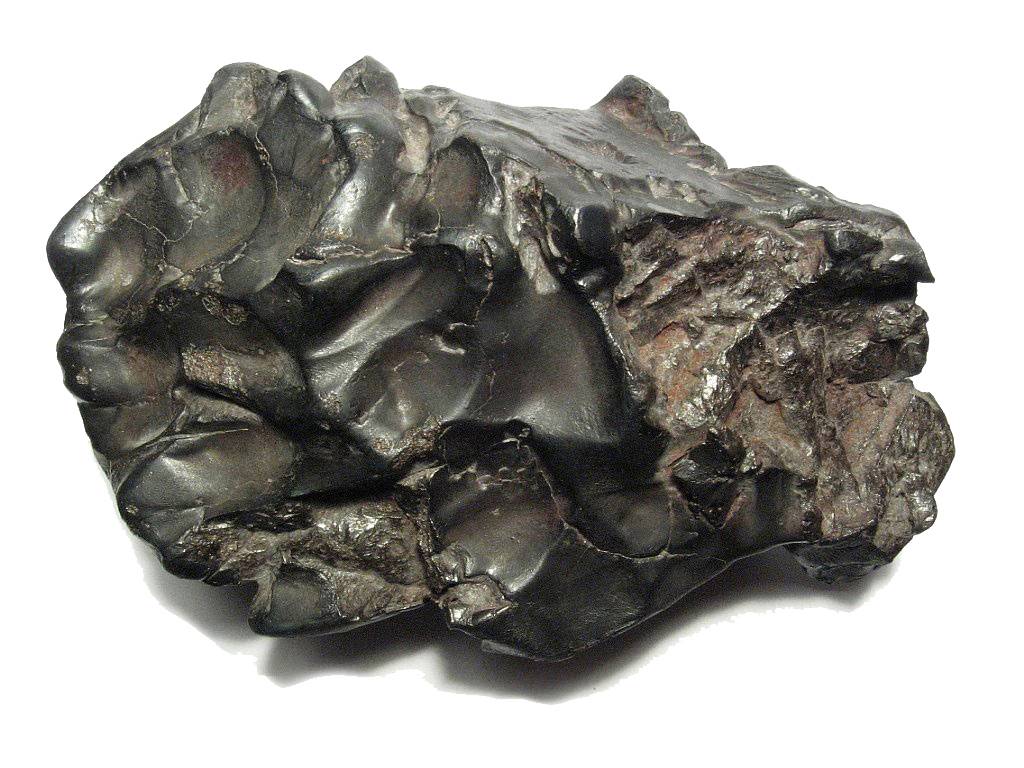
Una delle meteoriti (1,7 kg) cadute nel 1947.

## Geografia
Si estendono per circa 1 200 km nella direzione dei meridiani, culminando nel monte Tardoki-Jangi a 2 090 m. Tra i corsi d'acqua che hanno origine in queste montagne, una certa importanza assumono i fiumi Ussuri e Anjuj, tributari di destra dell'Amur, oltre ad alcuni diretti tributari del mare di Ochotsk, come il Tumnin e il Koppi.
Le montagne hanno clima continentale; le temperature medie di gennaio variano fra i −22 °C/−26 °C dei versanti settentrionali e i −10 °C / −12 °C delle zone vicine alla costa, mentre le temperature estive (luglio) sono più uniformi oscillando dai 19 °C dei versanti marittimi ai 21 °C dei versanti continentali.
Il 12 febbraio 1947 le montagne furono interessate dall'impatto della più grande meteorite di cui si sia osservata la caduta, che si schiantò al suolo circa 440 km a nordest di Vladivostok. Il meteorite pesava circa 1 000 tonnellate all'entrata nell'atmosfera e ne furono ritrovate quasi 30 al suolo: la caduta creò circa 300 crateri, il più grande dei quali, oggi quasi completamente colmato, aveva un diametro di circa 27 metri.

## Ecosistemi
Questa catena di montagne ha rilevanza faunistica mondiale: situata nella zona temperata, vede l'incontro di specie animali di origine tropicale (come la tigre siberiana, di cui i Sichotė-Alien' costituiscono una delle "roccaforti") con specie di origine boreale, come la renna e l'orso bruno dell'Amur. I lupi sono relativamente rari poiché sono in competizione con le tigri.

## Storia
Queste montagne furono esplorate dal russo Vladimir Arsen'ev, nei primi anni del XX secolo, che le descrisse in una serie di libri, il più celebre dei quali è Dersu Uzala - Il piccolo uomo delle grandi pianure.